# 8815 Deanregas
8815 Deanregas è un asteroide della fascia principale. Scoperto nel 1984, presenta un'orbita caratterizzata da un semiasse maggiore pari a 2,2531117 UA e da un'eccentricità di 0,1371229, inclinata di 5,79436° rispetto all'eclittica.